# Balambér hun király
Balambér (Balamir, Balamur) az első hun király volt.

## Nevének eredete
A germán Baldemar név, amelynek jelentése: merész és híres.

## Uralkodása
A 370-es években a hun lovascsapatok átkeltek a Volgán, majd gyors egymásutánban leverték az alánokat, az osztrogótokat Hermanarich királyságának megdöntésével és a vizigótokat, előbbi kettőt később segédnépként vetették harcba. Ezzel megindították a népvándorlás korát.
Jordanes a Getica. A gótok eredete és tettei című művében említi a hunok királyaként (rex Hunnorum).

## További információ
- Hunok
- Hun uralkodók listája